# Gil
Gil ist ein männlicher Vorname. Er ist auch als Familienname verbreitet.

## Herkunft und Bedeutung
Der Name Gil hat verschiedene Herkünfte.
גִּיל gil ist ein hebräischer Name mit der Bedeutung „Jubel“, „Freude“.
Im portugiesischen und spanischen Sprachraum ist Gil (pt: [ˈʒiɫ], pt-BR: [ˈʒiw], es: [ˈxil]) eine Variante von Giles, der wiederum auf den Namen Ägidius zurückgeht.
Der englische Name Gil [ˈɡɪl] ist eine Kurzform von Gilbert und anderen Namen, die mit der Silbe Gil- beginnen.
Daneben existiert Gil als friesische Kurzform für Namen, die das Element geld „belohnen“, „bezahlen“ beinhalten.

## Namensträger

### Vorname
- Gil Álvarez Carrillo de Albornoz (≈1295–1367), spanischer Kardinal
- Gil Andersen (1879–1935), norwegisch-US-amerikanischer Ingenieur, Automobilrennfahrer und Automobilmanager
- Gil Blumenshtein (* 1990), israelischer Fußballspieler
- Gil Courtemanche (1943–2011), kanadischer Journalist und Schriftsteller
- Gil Eanes (15. Jh.), portugiesischer Seefahrer und Entdeckungsreisender
- Gil Elvgren (1914–1980), US-amerikanischer Pin-up- und Werbezeichner
- Gil Evans (1912–1988), US-amerikanischer Jazzmusiker
- Gil Friesen (1937–2012), US-amerikanischer Musikmanager und Filmproduzent
- Gil Gerard (* 1943), US-amerikanischer Schauspieler
- Gil Kane (1926–2000), US-amerikanischer Comiczeichner
- Gil Mehmert (* 1965), deutscher Theater- und Filmregisseur
- Gil Merrick (1922–2010), englischer Fußballtorwart und -trainer
- Gil Montandon (* 1965), Schweizer Eishockeyspieler und -trainer
- Gil Ofarim (* 1982), bis 2003 als Gil, deutscher Musiker und Schauspieler
- Gil Pomeranz (* 1991), israelisch-deutscher Handballspieler
- Gil Popilski (* 1993), israelischer Schachspieler
- Gil Scott-Heron (1949–2011), US-amerikanischer Musiker und Dichter
- Gil Shachar (* 1965), israelischer Künstler
- Gil Semedo (* 1974), kapverdischer Sänger und Komponist
- Gil Stein (* 1956), US-amerikanischer Archäologe und Hochschullehrer
- Gil da Cruz Trindade (* 1982), Marathonläufer aus Osttimor
- Gil Vicente (≈1465–1536), portugiesischer Dramaturg

### Familienname

#### A
- Alberto Gil (* 1952), Sprachwissenschaftler
- Alejandro Gil (* 1964), kubanischer Politiker
- Alejandro Woss y Gil (1856–1932), dominikanischer Politiker, Präsident 1885 bis 1887 und 1903
- Álvaro Gil-Robles (* 1944), spanischer Jurist und Menschenrechtsaktivist
- Antônio José Gil (Künstlername Tonho; * 1957), brasilianischer Fußballspieler und -trainer
- Ariadna Gil (* 1969), spanische Schauspielerin
- Amrita Sher-Gil (1913–1941), indisch-ungarische Künstlerin
- Augusto Gil (1873–1929), portugiesischer Lyriker
- Avi Gil (* 1972), israelischer Generalmajor und Militärsekretär

#### B
- Blanca Rosa Gil (* 1937), kubanische Sängerin
- Brayan Gil (* 2001), kolumbianisch-salvadorianischer Fußballspieler
- Bryan Gil (* 2001), spanischer Fußballspieler

#### C
- Carles Gil (* 1992), spanischer Fußballspieler
- Cristian Gil (Fußballspieler, 1979) (* 1979), kolumbianischer Fußballspieler
- Cristian Gil (Fußballspieler, 1996) (* 1996), kolumbianisch-salvadorianischer Fußballspieler
- Chucho Martínez Gil (1917–1988), mexikanischer Sänger und Komponist
- Consuelo Gil (1905–1995), spanische Hochschullehrerin und Verlegerin

#### D
- Daniel Gil Zorrilla (1930–2008), uruguayischer Geistlicher, Bischof von Salto

#### E
- Edgar de Jesús García Gil (* 1946), kolumbianischer Geistlicher, Bischof von Palmira
- Eduardo Robles-Gil Orvañanos (* 1952), mexikanischer Ordensgeistlicher
- Emanuel Gil-Av (1916–1996), russisch-israelischer Chemiker
- Emilio Portes Gil (1891–1978), mexikanischer Politiker, Präsident 1928 bis 1930
- Emmanuel Gil (* 1986), mexikanischer Fußballspieler
- Enrique Gil (Sänger) (* 1992), philippinischer Sänger und Schauspieler
- Enrique Gil y Carrasco (1815–1846), spanischer Schriftsteller

#### F
- Farly Yovany Gil Betancur (* 1974), kolumbianischer Geistlicher, Bischof von Montelíbano
- Federico Gil (Politikwissenschaftler) (1915–2000), US-amerikanischer Politikwissenschaftler
- Federico Gil (Sportschütze) (* 1988), argentinischer Sportschütze
- Felipe Gil (Politiker) (1911–1984), uruguayischer Politiker
- Felipe Gil de Mena (1603–1673), spanischer Maler
- Felipe Bojalil Gil (El Charro Gil; 1912–1956), mexikanischer Sänger und Komponist
- Fernando Miguel Gil Eisner (1953–2020), uruguayischer Geistlicher, Bischof von Salto
- Francisc Gil (* 1982), andorranischer Fußballspieler, siehe Xavier Gil
- Francisco Gil (Gitarrist), mexikanischer Gitarrist
- Francisco Gil Díaz (* 1943), mexikanischer Ökonom
- Francisco Gil Hellín (* 1940), spanischer Geistlicher, Erzbischof von Burgos
- Francisco Gil de Taboada y Lemos (1733–1810), spanischer Marineoffizier und Politiker, Vizekönig von Neugranada
- Francisco Gil Tovar (* 1923), spanisch-kolumbianischer Kulturwissenschaftler und Hochschullehrer
- Francisco Gil Valencia (Francisco Jesús Gil Valencia; * 1969), spanischer Klarinettist, Komponist und Musikpädagoge
- Francisco Clavel Gil (* 1935), mexikanischer Priester, Weihbischof in Mexiko
- Frederico Gil (* 1985), portugiesischer Tennisspieler

#### G
- Gaspar Gil Polo (≈1535–1591), spanischer Schriftsteller
- Gilberto Gil (* 1942), brasilianischer Musiker und Politiker
- Guillermo Gómez Gil (1862–1942), spanischer Maler und Hochschullehrer
- Gus Gil (Gustavo Gil; 1939–2015), venezolanischer Baseballspieler

#### H
- Hipólito Gil (1904–1998), argentinischer Segler

#### I
- Ildefonso-Manuel Gil (1912–2003), spanischer Dichter und Sprachwissenschaftler
- Isidro Gil Tapia (1928–2016), mexikanischer Fußballtorhüter

#### J
- Javier Gil de Biedma (1924–2011), spanischer Sportfunktionär (Pelota)
- Jessica Gil (* 1990), kolumbianische Turnerin
- Jesús Gil (1933–2004), spanischer Politiker und Sportfunktionär
- Jesús Gil (Fechter) (* 1951), kubanischer Fechter
- José Gil (Komponist) (1886–1947), argentinischer Komponist
- José Gil (Philosoph) (* 1939), portugiesischer Philosoph
- José Benlliure y Gil (1855–1937), spanischer Maler
- José Daniel Gil Zuñiga (* 1955), costa-ricanischer Historiker und Sozialwissenschaftler
- José Luis Gil (* 1957), spanischer Synchronsprecher
- José María Gil-Robles (1935–2023), spanischer Politiker
- José María Gil-Robles y Quiñones (1898–1980), spanischer Rechtsanwalt und Politiker
- José María Gil Tamayo (* 1957), spanischer Geistlicher, Erzbischof von Granada
- José Miguel Gil (* 1971), spanischer Wasserspringer
- Jose Pablo Gil (* 1995), costa-ricanischer Rollstuhltennisspieler
- José Torres Gil (* 1995), argentinischer BMX-Freestyle-Fahrer
- Juan Gil, spanischer Geistlicher und Theologe
- Juan Gil Preciado (1909–1999), mexikanischer Politiker
- Juan Olegario Gil, argentinischer Fußballspieler
- Julián Gil (* 1970), argentinischer Schauspieler

#### K
- Koldo Gil (* 1978), spanischer Radrennfahrer
- Konstantin Gil (* 1946), deutscher Taekwondoin
- Krystyna Gil (1938–2021), polnische Holocaustüberlebende

#### L
- Laura Gil (* 1992), spanische Basketballspielerin
- Leonardo Gil (* 1991), argentinisch-chilenischer Fußballspieler
- Lucía Gil (* 1998), spanische Sängerin und Schauspielerin
- Luis Gil (* 1993), US-amerikanischer Fußballspieler
- Luis Fernandez-Gil, spanischer Schauspieler
- Luis León Sánchez Gil (* 1983), spanischer Radrennfahrer
- Luis Gil (Baseballspieler) (* 1998), dominikanischer Baseballspieler
- Luis Norberto Gil (* 1958), kolumbianischer Fußballspieler

#### M
- Manuel Gil (* 1933), spanischer Schauspieler
- Manuel García Gil (1802–1881), spanischer Kardinal
- Manuel Pérez-Gil y González (1921–1996), mexikanischer Geistlicher, Erzbischof von Tlalnepantla
- Marcelo Gil (* 1965), argentinischer Sportschütze
- Margarita Gil Roësset (1908–1932), spanische Bildhauerin und Illustratorin
- Margarida Gil (* 1950), portugiesische Filmregisseurin
- Mario Gil (* 1985), kubanischer Fußballspieler
- Mariusz Gil (* 1983), polnischer Cyclocrossfahrer
- Mateo Gil (* 1972), spanischer Drehbuchautor und Regisseur
- Mayer Gil (* 2003), kolumbianisch-salvadorianischer Fußballspieler
- Melisa Gil (* 1984), argentinische Sportschützin
- Mieczysław Gil (1944–2022), polnischer Politiker
- Moshe Gil (1921–2014), israelischer Historiker

#### O
- Óscar Gil (Fußballspieler, 1995) (Óscar Gil Osés; * 1995), spanischer Fußballspieler
- Óscar Gil (Fußballspieler, 1998) (Óscar Gil Regaño; * 1998), spanischer Fußballspieler
- Osvaldo L. Gil, puerto-ricanischer Sportfunktionär

#### P
- Paweł Gil (* 1976), polnischer Fußballschiedsrichter
- Pedro Gil (* 1980), spanischer Rollhockeyspieler
- Penny Taylor-Gil (* 1981), australische Basketballspielerin, siehe Penny Taylor
- Percy Gil (* 1976), bolivianischer Fußballspieler

#### R
- Rafael Gil (1913–1986), spanischer Filmregisseur
- Ramón Gil (1897–1965), spanischer Fußballspieler
- Roberto Gil (* vor 1961), uruguayischer Fußballspieler
- Roberto Gil Esteve (1938–2022), spanischer Fußballspieler
- Rodrigo Gil de Hontañón (1500–1577), spanischer Architekt

#### S
- Schraga Har-Gil (1926–2009), deutsch-israelischer Journalist
- Silvina Gil (* 2005), uruguayische Leichtathletin
- Stephanie Gil (* 2005), spanische Schauspielerin

#### T
- Thomas Gil (* 1954), spanischer Philosoph
- Tomás Gil (* 1977), venezolanischer Radrennfahrer

#### V
- Vicente Gil (* 1956), spanischer Schauspieler
- Víctor Gil Lechoza (1932–2001), argentinischer Bischof
- Vincent Gil (1939–2022), australischer Schauspieler

#### W
- Gil Won-ok (1928–2025), koreanische Aktivistin

#### X
- Xavier Gil (* 1982), andorranischer Fußballspieler

#### Y
- Gil Young-ah (* 1970), südkoreanische Badmintonspielerin
- Yván Gil (* 1972), venezolanischer Diplomat und Politiker

### Künstlername
- Gil (* 1987), brasilianischer Fußballspieler
- Goa Gil (1951–2023; eigentlich Gilbert Levey), US-amerikanischer DJ und Musiker
- Gilberlandio Rolin (* 1978), brasilianischer Fußballspieler
- Gilberto Alves (* 1950), brasilianischer Fußballspieler
- Gilberto Ribeiro Gonçalves (* 1980), brasilianischer Fußballspieler
- Gilnei Silva de Mesquita (* 1985), brasilianischer Fußballspieler
- José Gildeixon Clemente de Paiva (* 1987), brasilianischer Fußballspieler
- Josemar Dos Santos Gil (* 1980), brasilianischer Fußballspieler
- Gilmelândia Palmeira dos Santos, brasilianische Sängerin